# Рогожский летописец
«Рого́жский летопи́сец» — русская летопись, составленная в середине XV века. Название дано по старообрядческому Рогожскому кладбищу, в архивах которого был найден список летописи, выполненный во второй половине XV века.

## История находки
Список был обнаружен Н. П. Лихачёвым в 1906 году. В найденном списке были утрачены два фрагмента — один, незначительный, в виде заплатки на листе рукописи, второй — оторванный угол одного из листов.
3 апреля 1907 года Лихачёв получил согласие Археографической комиссии на печать найденного текста в составе XV тома полного собрания русских летописей (ПСРЛ) «с раскрытием титл и орфографии оригинала» под названием «Летописец библиотеки Рогожского кладбища». Однако из-за очевидной разрозненности, разобщённости отдельных фрагментов публикация «летописца» была отложена. В конце 1913 года текст был набран в типографии, но так и не напечатан; с типографского набора были сделаны оттиски, разошедшиеся среди историков того времени. Текст был напечатан только в 1922 — как подарок Лихачёву к 60-летию; в ряде позднейших публикаций первым изданием называют неофициальные оттиски 1913 года.
Первое издание содержало десятки ошибок и неточностей, свидетельствовавших о том, что «издатель явно затруднялся в прочтении и правильном понимании текста». Вероятно, что Лихачёв, опытнейший специалист по древним рукописям, просто торопился с подготовкой текста к печати.
Найденный Лихачёвым список хранится в собрании рукописей Рогожского кладбища РГБ.

## Содержание и источники
Рогожский летописец представляет тверской взгляд на события русской истории, не подвергшийся московскому влиянию. Так, фрагмент о нашествии Едигея уделяет особенное внимание судьбе именно тверских земель. Эта особенность была не сразу понята историками, вначале считавших летописец ещё одной копией известных текстов. Позже стало ясно, что рогожский летописец — самостоятельный памятник, на основе которого можно попытаться воссоздать утраченный в 1812 году общерусский источник — Троицкую летопись.
Текст охватывает события от зарождения Руси до 1412 года, при этом отдельные фрагменты списка опираются на различные источники:
- Период до 1288 — краткое изложение источников, восходящих к суздальским и новгородским летописям, обобщённым в 1430-х годах в т. н. Новгородско-Софийский свод
- Период 1289—1327 — основан на источниках, общих с Тверским сборником
- Период 1328—1374 — компиляция тверских источников и Симеоновской летописи либо её протографа (вероятно, восходящего к Троицкой летописи)
- Период 1375—1412 — повторяет Симеоновскую летопись, при этом, так же, как Симеоновская летопись, расходится с Троицкой летописью в изложении событий рубежа XIV и XV веков.[7]